# Crataegus aurescens
Crataegus aurescens — вид рослин із родини трояндових (Rosaceae).

## Біоморфологічна характеристика
Кущ 3 м заввишки. Діаметр квітки 2 см, віночок білий.

## Середовище проживання
Росте Мексиці (Нью-Леон, Коауїла).